# 华沙中央车站
华沙中央车站（波蘭語：Warszawa Centralna），为波兰首都华沙市的主要鐵路車站。该火车站1972年开工，1975年完工。华沙中央车站提供长途列车及国际列车服务。

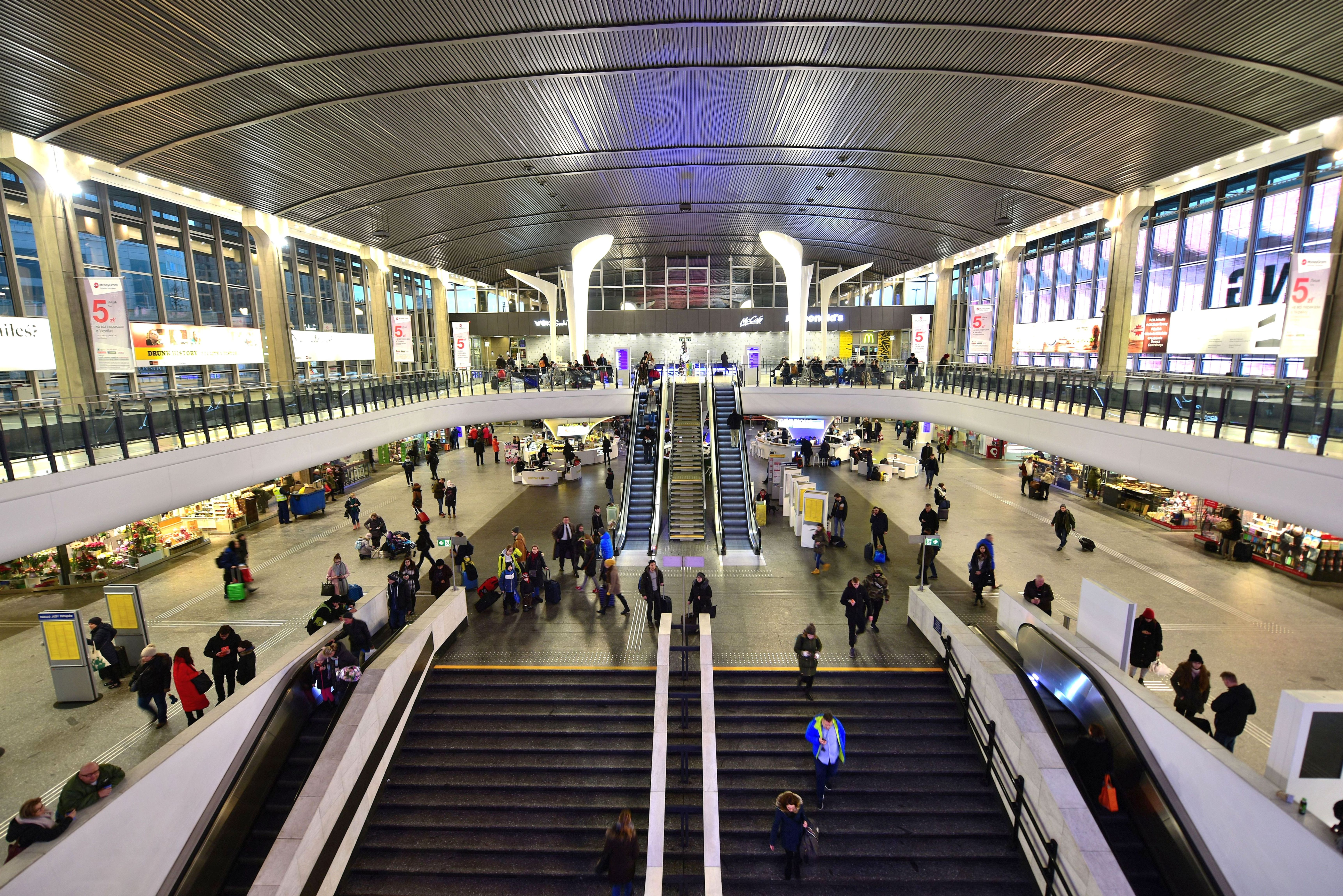

华沙中央车站有4个站台，8个股道。

## 历史

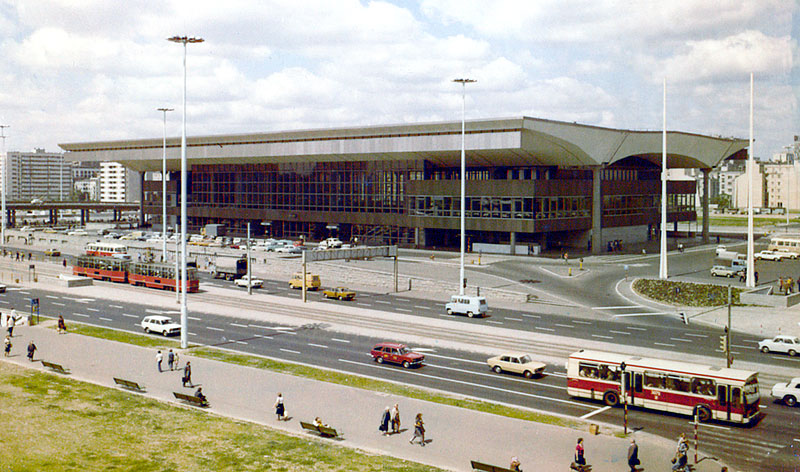
华沙中央车站（1975年）

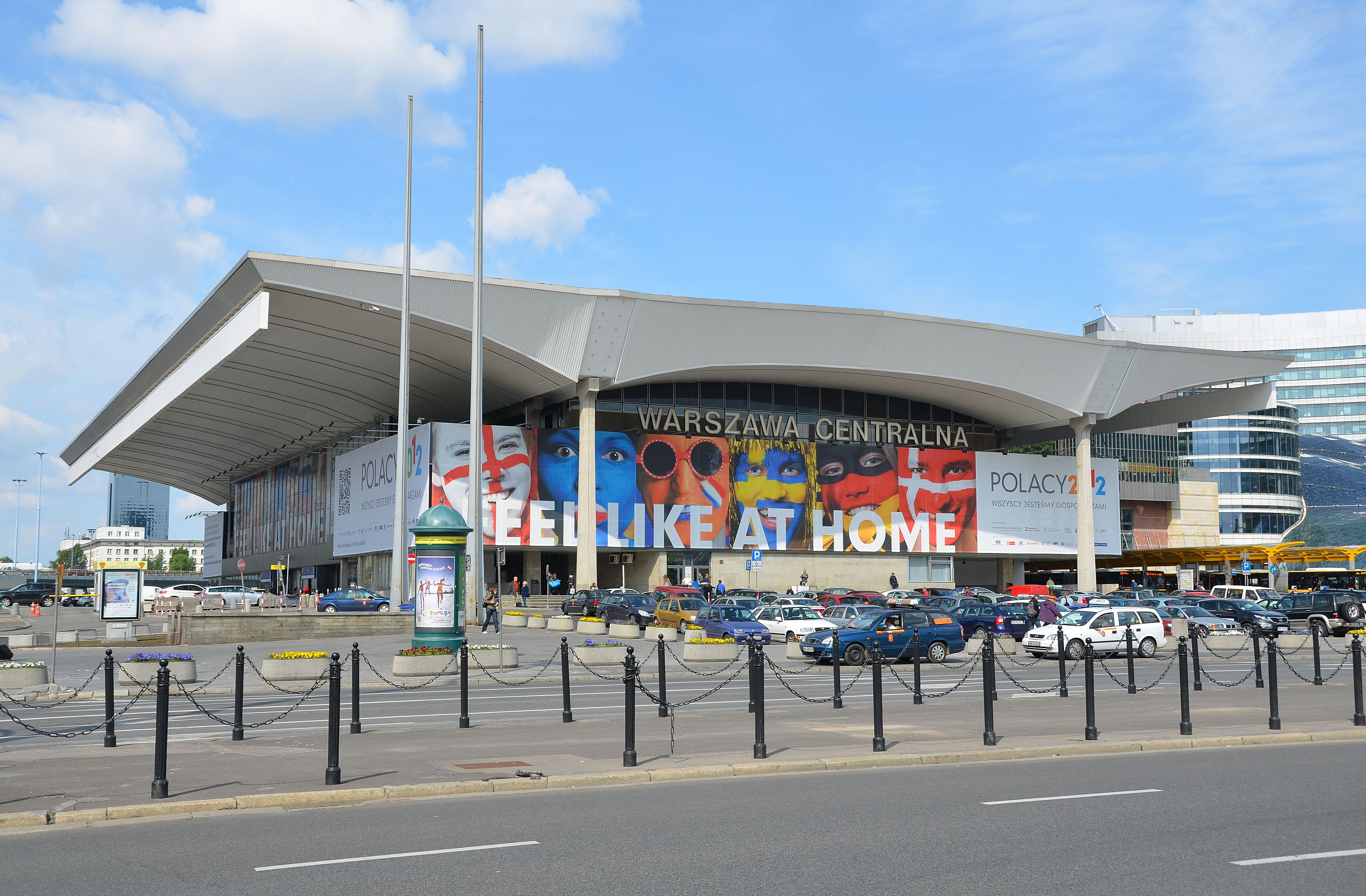
华沙中央车站（2012年）

1970年代，当时的波兰人民共和国政府向西方借贷建设该火车站作为标志性工程。该火车站设计新颖，但设计经过多次变动。虽然建设初期问题较多，但是其先进的结构设计在当时处于领先水平。